# مايلز ووكر
مايلز ووكر (بالإنجليزية: Miles Walker)‏ هو شخصية أعمال وسياسي بريطاني، ولد في 13 نوفمبر 1940 في جزيرة مان. انتخب Chief minister of the Isle of Man ‏.